# Anatolij Skurski
Anatolij Borysowycz Skurski, ukr. Анатолій Борисович Скурський, ros. Анатолий Борисович Скурский, Anatolij Borisowicz Skurski (ur. 5 listopada 1948, Ukraińska SRR) – ukraiński piłkarz, grający na pozycji pomocnika, trener piłkarski.

## Kariera piłkarska
W 1966 rozpoczął karierę piłkarską w klubie Dnipro Krzemieńczuk. W 1968 został zaproszony do Czornomorca Odessa. Po trzech latach w 1971 przeszedł do Dynamo Chmielnicki. W 1974 roku przeniósł się do Łokomotywu Chersoń, w którym zakończył karierę piłkarza.

## Kariera trenerska
Po zakończeniu kariery piłkarza rozpoczął pracę szkoleniowca. W lipcu 1995 stał na czele Kreminia Krzemieńczuk, którym kierował do sierpnia 1995. Od lipca do września 1997 oraz od października do końca 1998 pełnił obowiązki głównego trenera klubu.

## Sukcesy i odznaczenia

### Sukcesy piłkarskie
Dnipro Krzemieńczuk
- brązowy medalista Mistrzostw Ukraińskiej SRR: 1967